# Juditha caucana
Juditha caucana är en fjärilsart som beskrevs av Hans Ferdinand Emil Julius Stichel 1911. Juditha caucana ingår i släktet Juditha och familjen Riodinidae. Inga underarter finns listade i Catalogue of Life.

## Bildgalleri

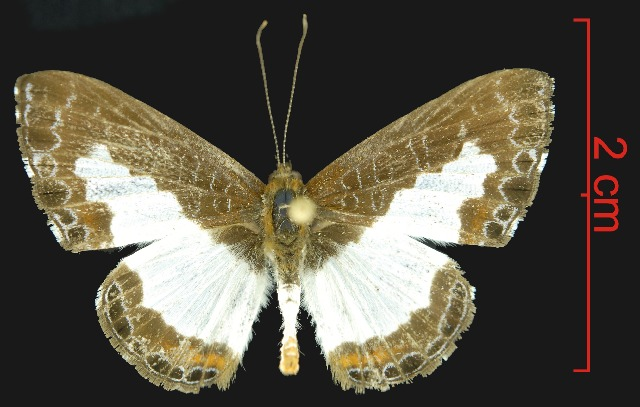